# Pawel Jefimowitsch Kassatkin

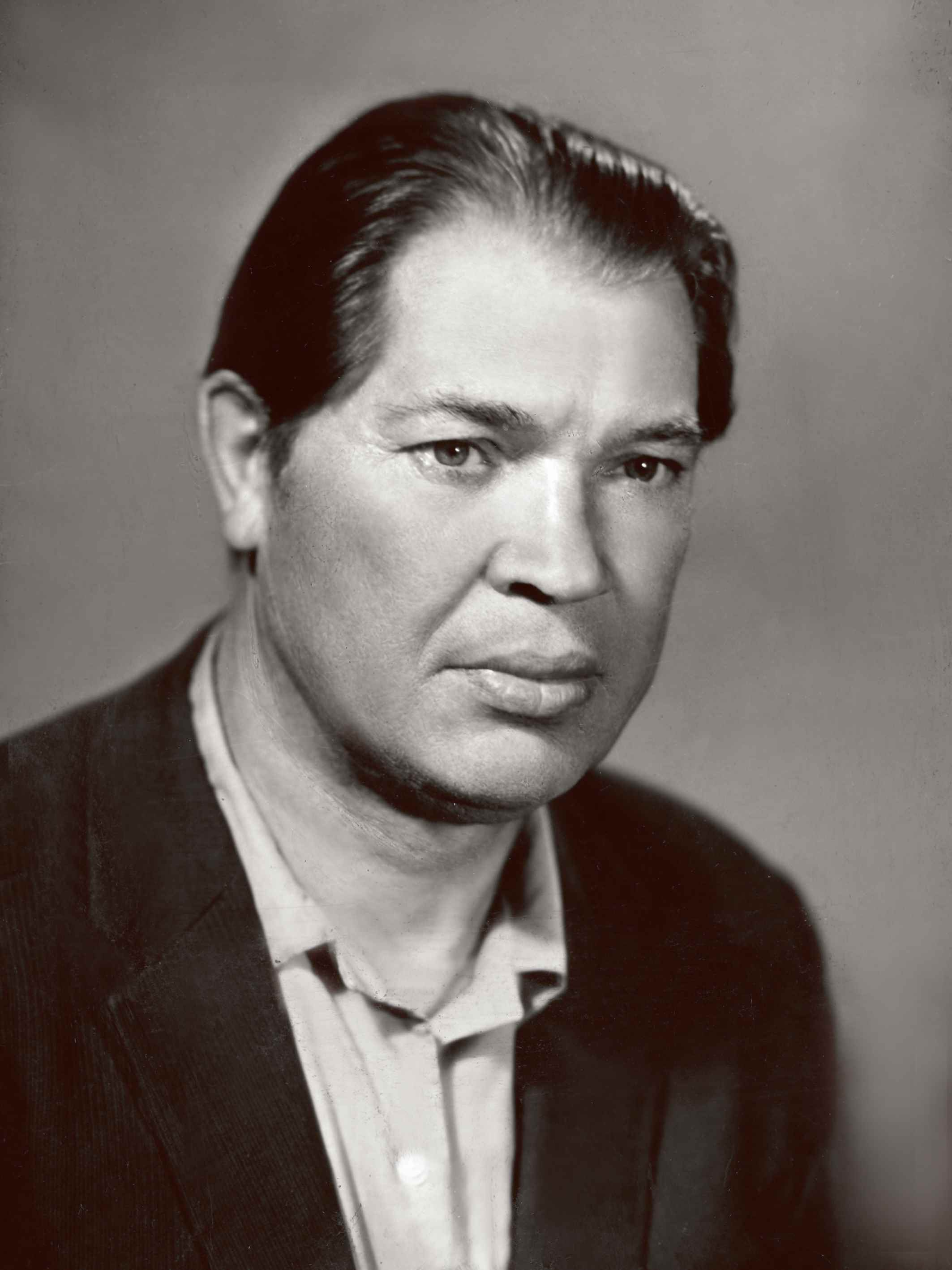
Pawel J. Kassatkin (1984)

Pawel Jefimowitsch Kassatkin (russisch Павел Ефимович Касаткин; * 1.jul. / 14. Dezember 1915greg. in Semjon-Alexandrowka, Bobrower Region, Oblast Woronesch; † 19. Mai 1987 in Woronesch) war ein russischer Poet.

## Leben
Geboren wurde Pawel Jefimowitsch Kassatkin im Dorf Semjon-Alexandrovka im Rajon Bobrow des Woronescher Oblast am 14. Dezember 1915 als sechstes Kind. Die Kindheit war von Armut und dem Landleben geprägt. Früh verlor er seine Mutter und wurde von seiner Stiefmutter großgezogen.
In Bobrow beendete er die landwirtschaftliche Schule. Anschließend siedelte er nach Leningrad um. Dort nahm er ein Medizinstudium auf.
1936 beendete Kassatkin das Leningrader medizinische Technikum als Arzt.  

Direkt nach dem Abschluss des Studiums wurde er 1937 in die  Rote Armee einberufen. Er diente bis zu seinem Ausscheiden 1948 in der Mongolei.
Seinen Dienst versah Pawel Kassatkin an der Front im  Japanisch-Sowjetischen Krieg als Feldarzt im Range eines Feldschers.
Als Teilnehmer der Schlacht am Chalchin Gol rettete er Soldaten beider Konfliktparteien das Leben.
Bereits zu dieser Zeit, im Jahre 1938, begann Kassatkin seine ersten Gedichte zu verfassen. Teile seiner ersten Werke wurden in einer sowjetischen Autorensammlung 1942 in Irkutsk und 1947 in Ulan-Ude verlegt und in der gesamten UdSSR veröffentlicht.
Nach seinem Ausscheiden aus der Armee 1948 siedelte er nach Woronesch um. Dort arbeitete er bis 1950 als Leiter des medizinischen Punktes in Bobrow, bevor er als Journalist für verschiedene lokale Zeitungen tätig wurde. 
1953 erschien sein erstes Buch Rodnaja Step mit ausschließlich eigenen Werken. Es folgten später weitere eigene Werke. 
1958 beendete er die Parteihochschule der KPdSU erfolgreich. Im Jahre 1960 wurde Kassatkin in den Schriftstellerverband der UdSSR nach persönlicher Einladung vom damaligen Vorstand aufgenommen.
Im Jahre 1975 wurde Pawel Kassatkin mit dem  Ehrenzeichen der Sowjetunion (russisch Орден «Знак Почёта») für seine Verdienste um die lokale und sowjetische Literatur ausgezeichnet. 
Am 19. Mai 1987 verstarb Kassatkin in seiner Heimatstadt Woronesch an einem Krebsleiden. 

## Familie
Während des gemeinsamen Studiums lernte er seine spätere Ehefrau Antonina Magazinskaja (1919–2014) kennen. Am 13. Oktober 1938 heiratete Kassatkin Antonina Magazinskaja. Beide waren bis zu seinem Tod 1987 verheiratet.
Im Jahre 1939 wurde sein erstes Kind Eduard Pavlowitsch in der Mongolei geboren. 
Sein zweites Kind Tamara Pawlowna kam 1951 in Woronesch auf die Welt.

## Leistungen
Aus seiner journalistischen Tätigkeit und den Reisen durch die heimatlichen Gebiete zog Kassatkin seine schriftstellerische Inspiration. Daher wurde er von Kritikern auch als „Sänger des heimatlichen Gebietes“ (russisch «Певец родной край») bezeichnet. Seine Werke wurden den Werken des Schriftstellers und Dichters Alexei Wassiljewitsch Kolzow (1809–1842) gleichgestellt. 

## Auszeichnungen
- 1945 Medaille „Für den Sieg über Japan“ (russisch Медаль «За победу над Японией»)
- 1948 Medaille „Für Verdienste im Kampf“ (russisch Медаль «За боевые заслуги»)
- 1948 Für die Verdienste um die Mongolei im Kampf gegen Japan (mongolisch «бугд найрамдах монгол ард улс. Японыг Ялсны Тфлфф Медал»)
- 1975 Ehrenzeichen der Sowjetunion (russisch Орден «Знак Почёта»)
- 1981 Medaille 40. Jahrestag des Sieges Chalchin-Gol (mongolisch «Халхын Голын Яалат Медалийн Унзмлзх»)
- 1985 Orden des Vaterländischen Krieges II. Klasse (russisch «Орден Отечественной войны»)[1]

## Werke
- Rodnaja Step, Woroneschski Knijne Isdatestwa, Woronesch, 1953
- Pridonje, Woroneschski Knijne Isdatestwa, Woronesch, 1959
- Salatoi Liwin, Woroneschski Knijne Isdatestwa, Woronesch, 1961
- Woroneschki Pluessi, Woroneschski Knijne Isdatestwa, Woronesch, 1963
- Simnaja Skaska, Zentralnaja-Schernosimno Knijne Isdatestwa, Woronesch, 1965
- Semla Kolzowa, Isdatestwa <<Sovjetskaja Russia>>, Moskau, 1965
- Stepnaja Raduga, Zentralnaja-Schernosimno Knijne Isdatestwa, Woronesch, 1967
- Monolog Wisnij, Zentralnaja-Schernosimno Knijne Isdatestwa, Woronesch, 1970
- Solowje, Zentralnaja-Schernosimno Knijne Isdatestwa, Woronesch, 1973
- Na Lugu, Zentralnaja-Schernosimno Knijne Isdatestwa, Woronesch, 1975
- Moe Pole, Zentralnaja-Schernosimno Knijne Isdatestwa, Woronesch, 1979, Kongressbibliothek-Klassifikat.:  	PG3482.5.S29 M6
- Swoei Tropinkoi, Zentralnaja-Schernosimno Knijne Isdatestwa, Woronesch, 1984, Kongressbibliothek-Klassifikat.:  	MLCS 84/13319 (P)
- Sapawednaja Strana, Zentralnaja-Schernosimno Knijne Isdatestwa, Woronesch, 1987

## Musik
- Balalaika russisch «Балалайка»
- Peznja o Woronesche russisch «Песня о Воронеже»
- Peznja o Manukowzach russisch «Песня о мануковцах»